# فونينجور
Funningur هي قرية في جزر فارو. تقع على الساحل الشمالي الغربي لجزيرة إيستوروي تبلغ مساحة هذه القرية 18.3 كيلومترًا مربعًا، وبلغ عدد سكانها 47 نسمة في عام 2021.

## معرض الصور

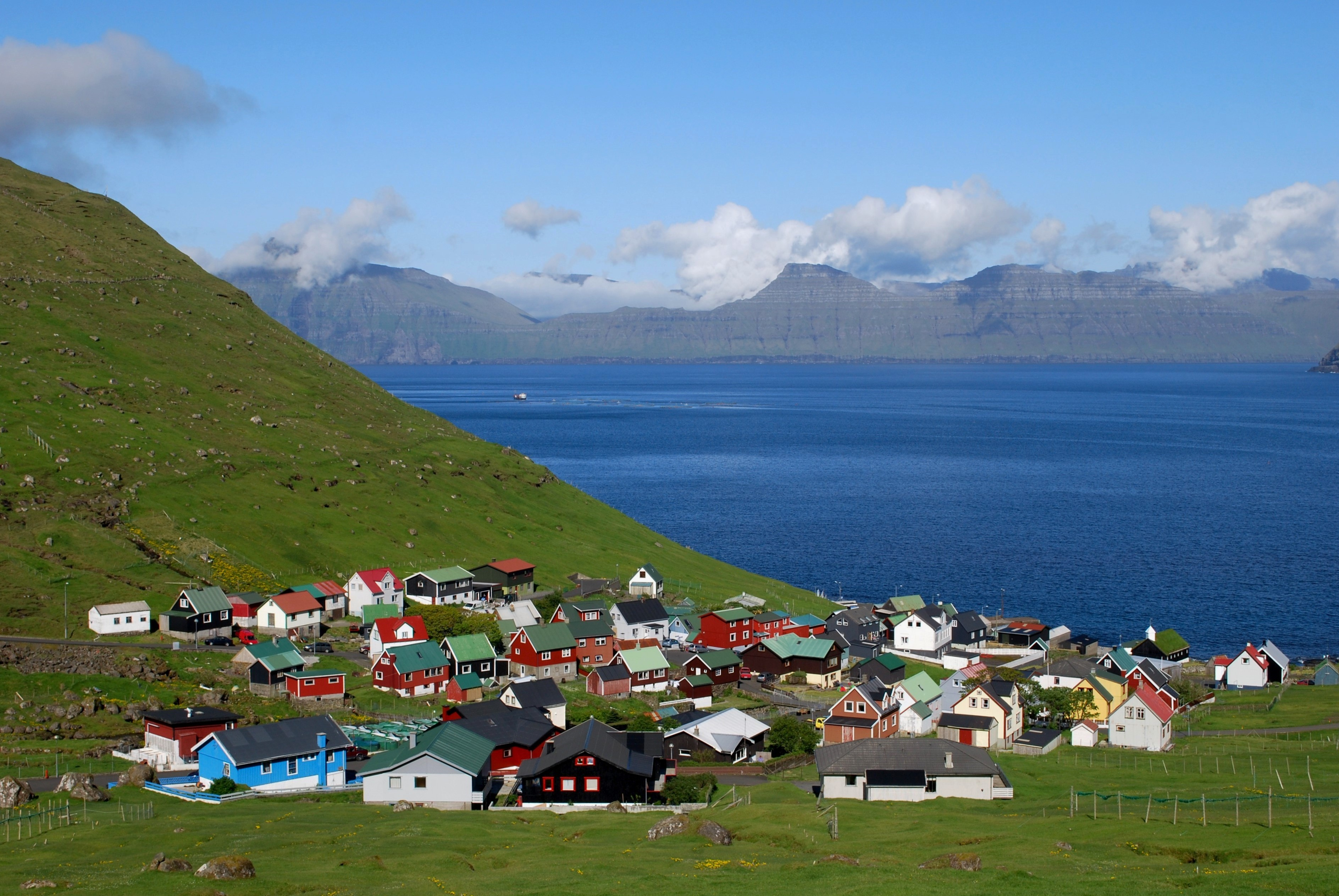
فونينجور
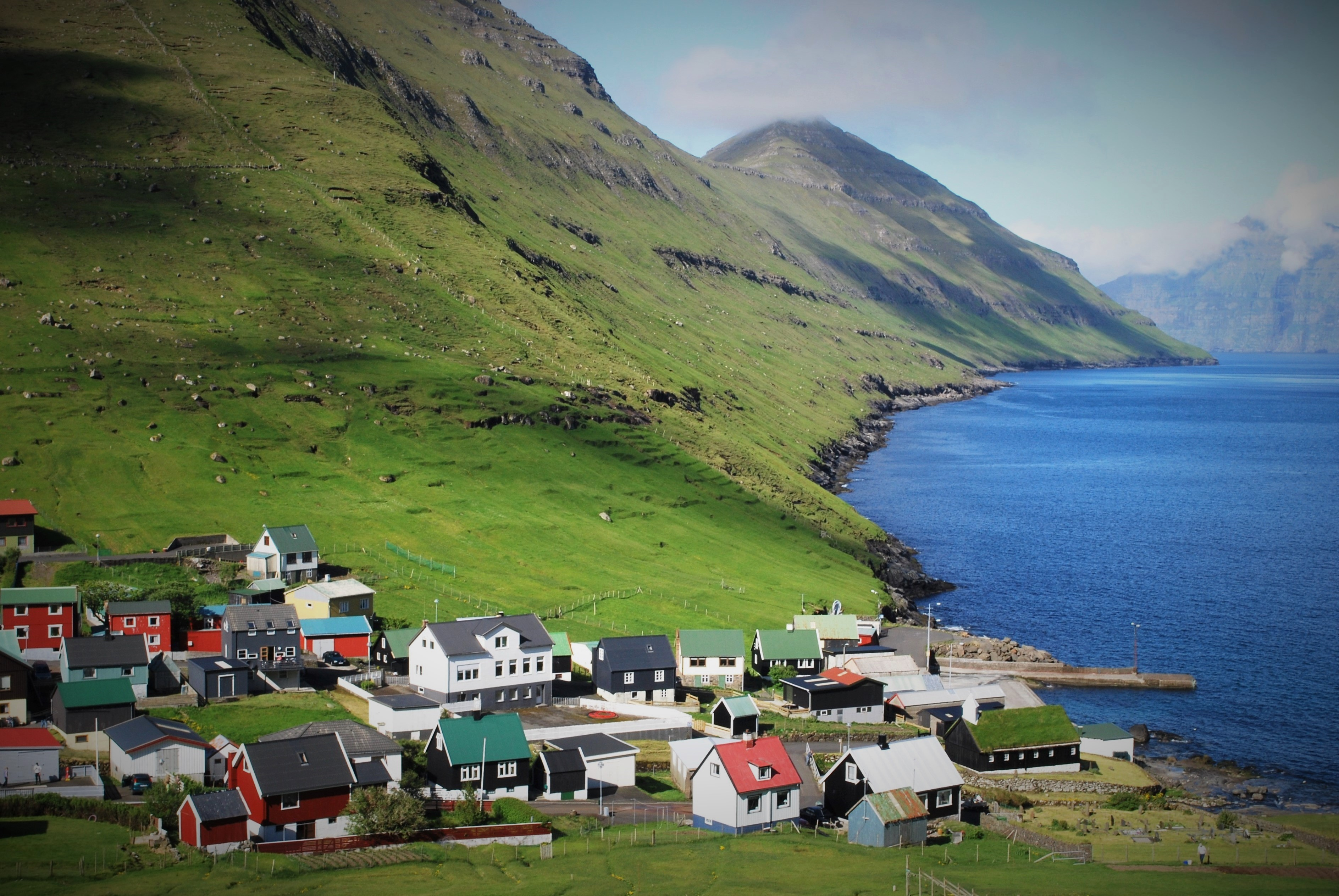
فونينجور
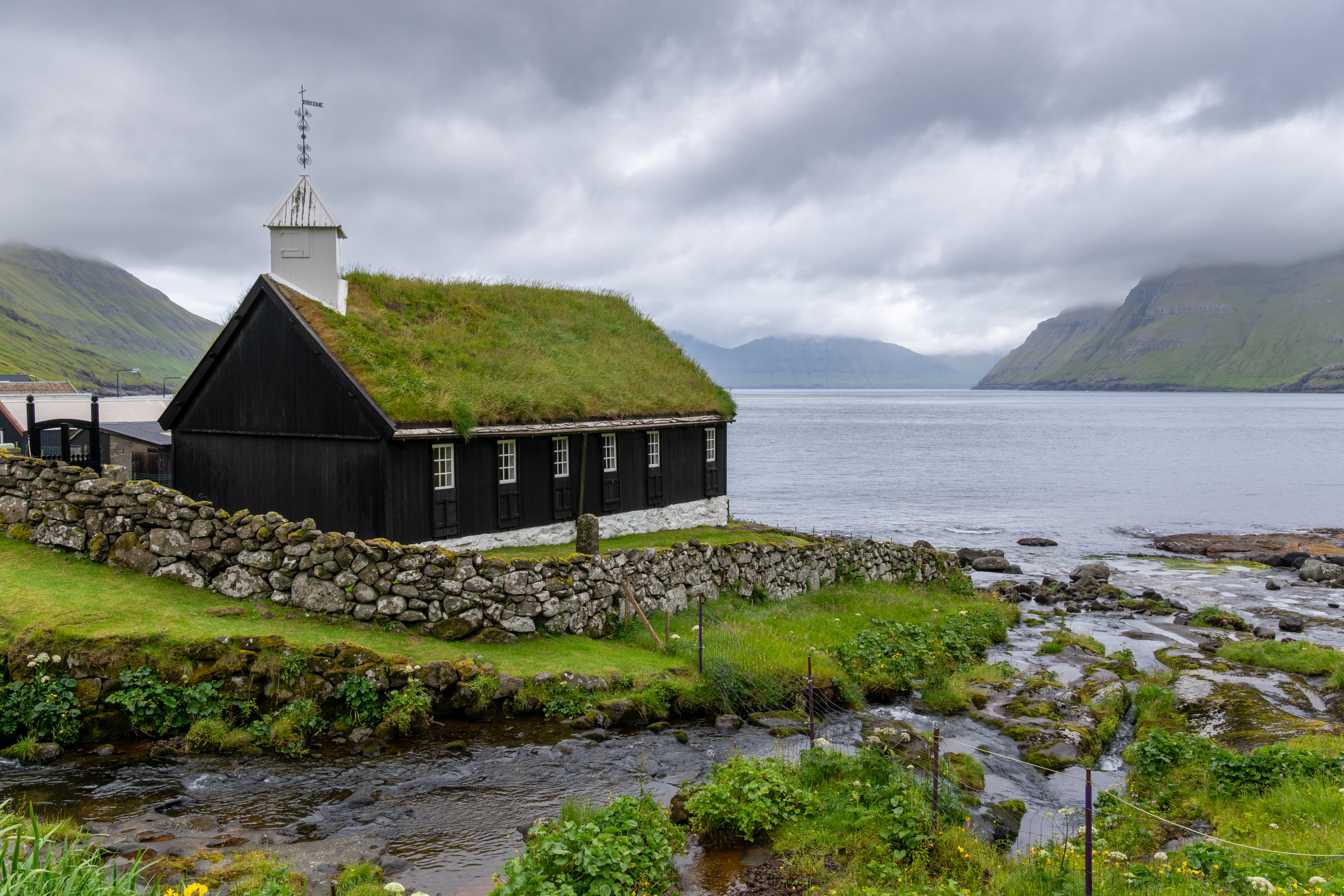
كنيسة فونينجور
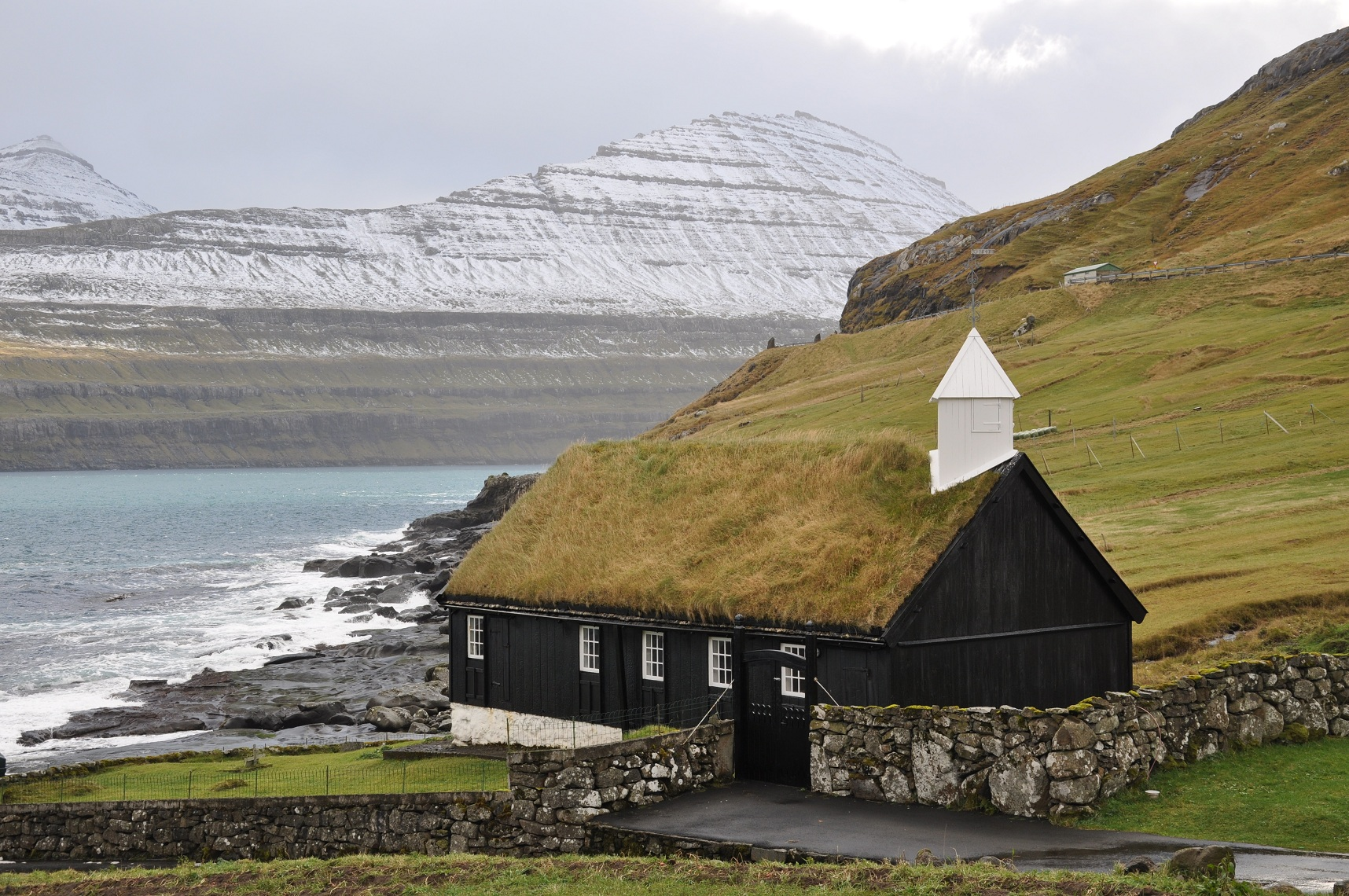
كنيسة فونينجور
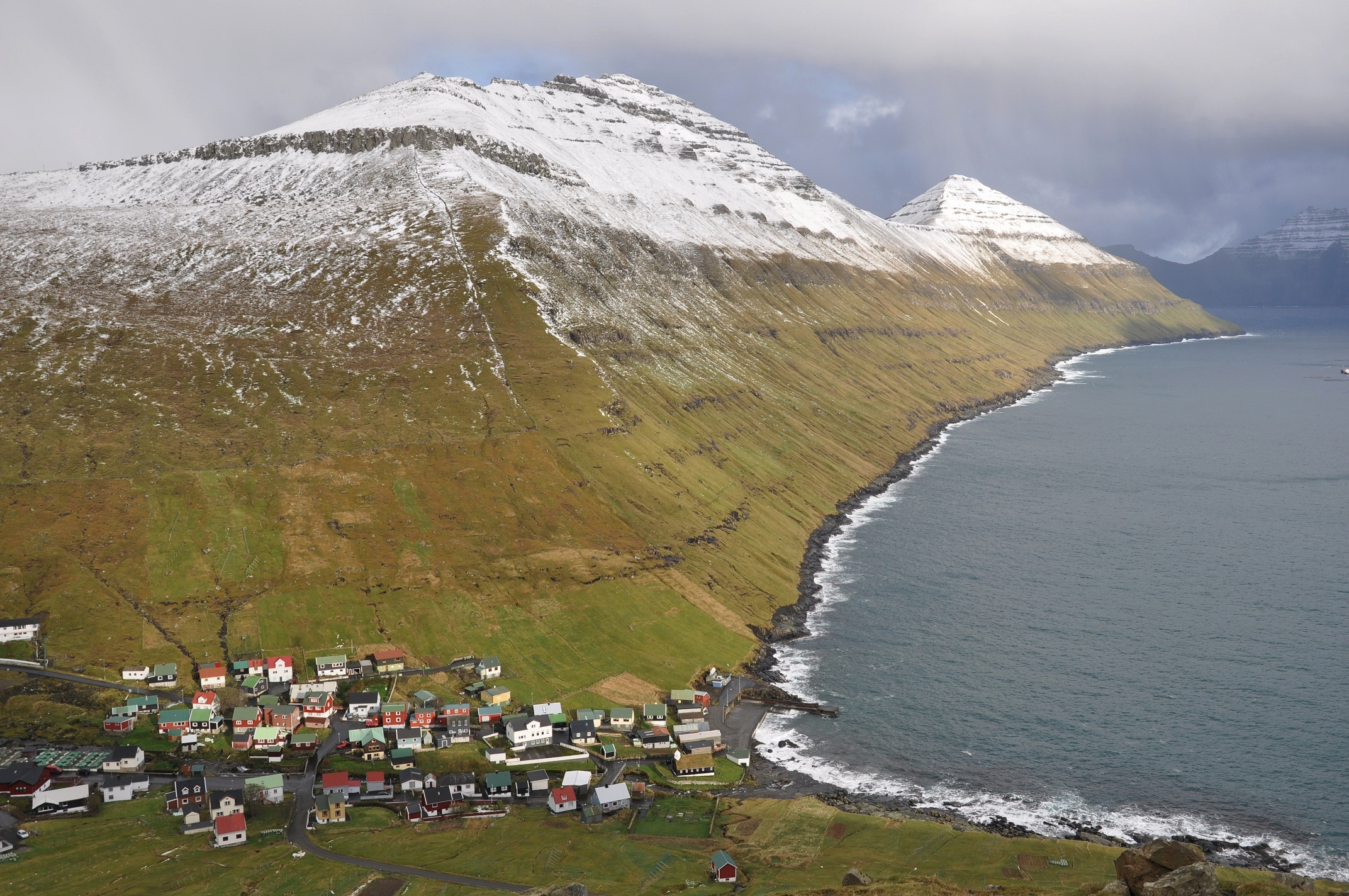
فونينجور
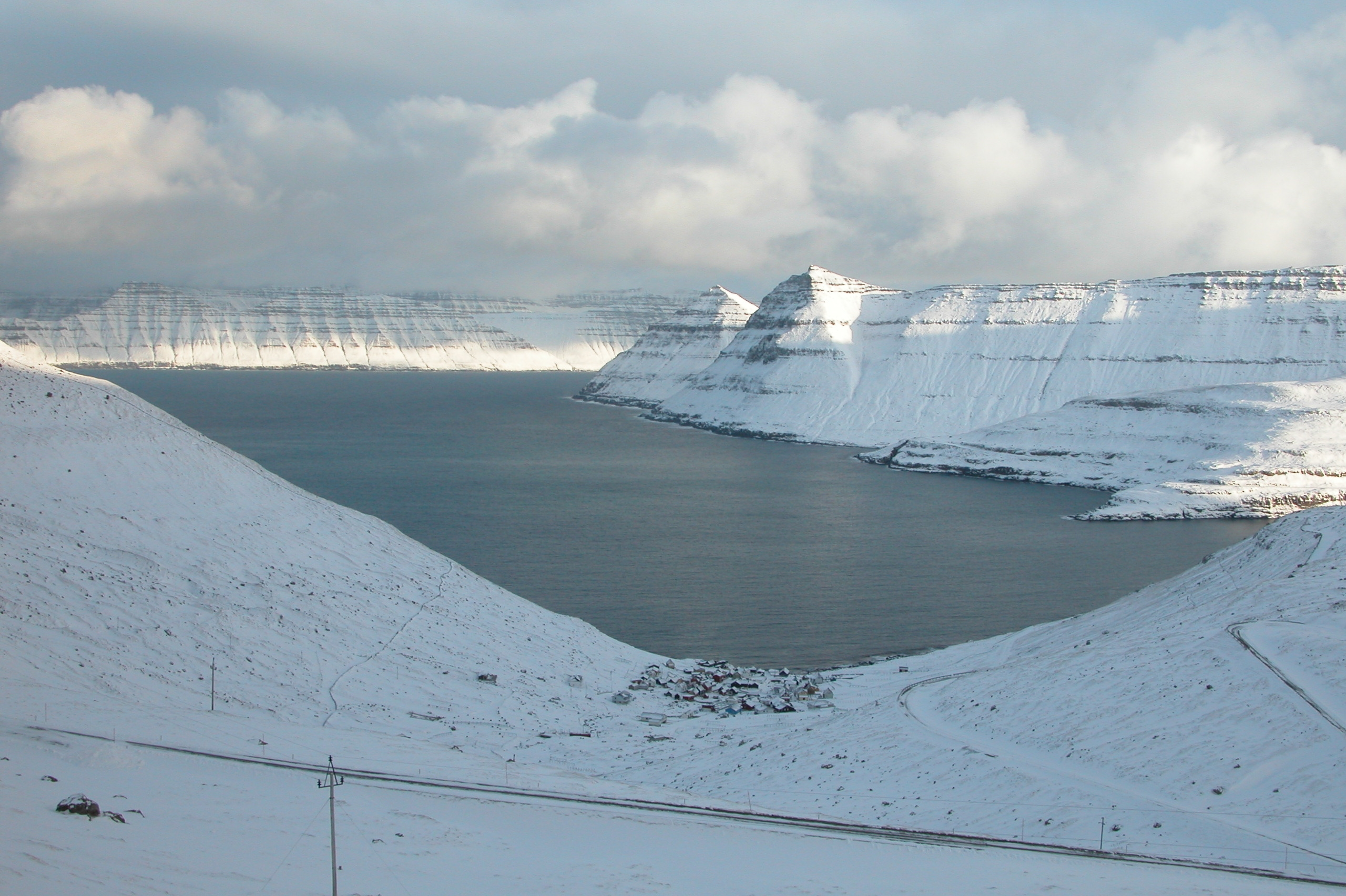
فونینجور في المضيق البحري فونينجسفيوردور
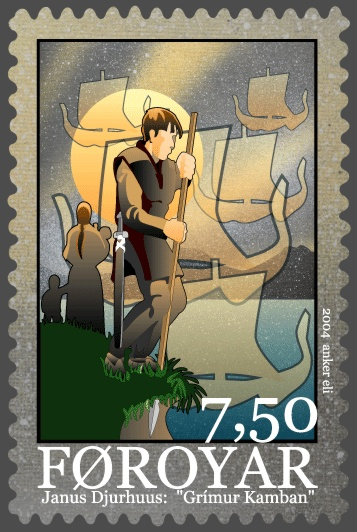
جريمور كامبان

## وصلات خارجية
- Faroeislands.dk: صور Funningur ووصف لجميع المدن في جزر فارو.